# Anaimalus
Anaimalus is een geslacht van hooiwagens uit de familie Assamiidae.
De wetenschappelijke naam Anaimalus is voor het eerst geldig gepubliceerd door Roewer in 1929. 

## Soorten
Anaimalus is monotypisch en omvat slechts de volgende soort:
- Anaimalus gibbulus